# نواگئی
نواگئی (به انگلیسی: Nawagai) یک منطقهٔ مسکونی در پاکستان است که در پاکستان واقع شده‌است.